# Mike Goldberg
Mike Goldberg (North Olmsted, 24 novembre 1964) è un commentatore televisivo statunitense.
Ha ricoperto il ruolo di play-by-play commentator assieme a Joe Rogan nella federazione statunitense di arti marziali miste Ultimate Fighting Championship dal 1997 al 2016. È noto per le sue esclamazioni It's all over! e Just like that! pronunciate al termine di incontri brevi o dall'esito repentino.

## Carriera
Goldberg è stato la voce della UFC dal 1997 al 2016 e prima di approdare alla corte di Dana White ha lavorato per diverse testate sportive (riguardanti soprattutto football a livello collegiale e hockey). Nel 2005 ha rifiutato un contratto con la WWE, principale federazione di wrestling mondiale, mentre nel 2010 è stato il presentatore dello show Shaq Vs., in cui l'ex stella della NBA Shaquille O'Neal sfidava altri campioni dello sport.
Nel 2017, in occasione dell'evento Bellator 180 tenutosi a New York, ha fatto il suo debutto come commentatore per la Bellator MMA.

## Vita personale
Si è laureato nel 1986 all'Università di Miami e ha un figlio ed una figlia, nati dalla lunga relazione in cui è coinvolto.

## Filmografia

### Videogiochi
- Ultimate Fighting Championship (Dreamcast e PlayStation)
- UFC: Tapout (Xbox)
- UFC: Throwdown (GameCube, PlayStation 2)
- UFC: Tapout 2 (Xbox)
- UFC: Sudden Impact (PlayStation 2)
- UFC 2009 Undisputed (PlayStation 3 e Xbox 360)
- UFC Undisputed 2010 (PlayStation Portable, PlayStation 3, Xbox 360, iPod Touch, iPad, iPhone)
- UFC Personal Trainer (PlayStation 3, Xbox 360, Wii)
- UFC Undisputed 3 (PlayStation 3, Xbox 360)
- EA Sports UFC (PlayStation 4, Xbox One)
- EA Sports UFC 2 (PlayStation 4, Xbox One)